# Desaparición de Ludovic Janvier
Ludovic Janvier es un niño francés de seis años que desapareció el 17 de marzo de 1983 en Saint-Martin-d'Hères, un suburbio de Grenoble, en el departamento de Isère, en el sureste de Francia. Su desaparición se ha relacionado con la de varios otros niños en la misma zona, conocidos colectivamente como  los "desaparecidos de Isère". El paradero de Ludovic sigue siendo desconocido hasta el día de hoy. 

## Desaparición
Ludovic Janvier, de seis años, desapareció de Saint-Martin-d'Hères el jueves 17 de marzo de 1983. Fue visto por última vez en la Plaza de la República, de camino a su casa con sus dos hermanos, Jérôme (8 años) y Nicolas (2½ años). Habían ido a comprar cigarrillos para su padre en algún momento entre las 6:30 y las 7:45 p. m.

## Investigación
Varios testigos declararon que un hombre que llevaba un casco de la construcción, un mono de trabajo azul y zapatos negros con cremallera se acercó a los niños y les dijo: "Perdí a mi perro lobo, si me ayudáis a encontrarlo os compraré caramelos". El hombre supuestamente les pidió que se separaran en dos direcciones diferentes. Jérôme y Nicolas se fueron en una dirección, y el hombre desconocido se fue en la otra dirección con Ludovic de la mano. Jérôme y Nicolas regresaron a casa y le contaron a su padre lo que había sucedido. Su padre informó a la policía después.
Más tarde ese mismo año, el secretario de un juez de la corte en Grenoble recibió una llamada telefónica informándole que el niño había sido adoptado por una nueva familia. El corresponsal anónimo afirmó haber leído esto en el periódico L'Union de Reims.
En  23 de mayo de 1985, la policía encontró el cuerpo de un niño en el cercano sistema de cuevas Vercors. El cuerpo nunca fue identificado.

## Repercusiones
Alrededor de 2010, Virginie, la hermana de Ludovic, recibió una llamada telefónica de una enfermera desde un hospital cerca de Reims, una ciudad francesa a 600 km al norte. La enfermera afirmó haber visto a alguien muy parecido a Jérôme, el hermano mayor de Ludovic. Reconoció al ahora adulto Jérôme después de verlo en un informe de noticias que hablaba sobre la desaparición de Ludovic.
En 2011, las autoridades de Grenoble anunciaron que estaban reabriendo el caso de Ludovic Janvier, así como el de otra niña en la investigación "desaparecidos de l'Isère". Sus desapariciones fueron reclasificadas como "confinamiento ilegal".
En 2013, la madre de Ludovic apeló a las autoridades en un intento de averiguar si el cuerpo del niño no identificado encontrado en 1985 era el de su hijo.
En 2014, las autoridades de Grenoble anunciaron que estaban cerrando el caso de Ludovic Janvier. Los abogados de la familia, Didier Seban y Corinne Herrmann, esperan apelar esta decisión sobre la base de declaraciones de testigos que creen que no han sido seguidas. 
En 2015, el Tribunal de Apelaciones reabrió el caso y ordenó nuevas investigaciones.